# Храм Воздвижения Креста Господня (Оранчицы)
Храм Воздвижения Креста Господня (бел. Царква Узвіжання Святога Крыжа) — православный храм в деревне Оранчицы Пружанского района Брестской области Беларуси. Принадлежит Брестской и Кобринской епархии.

## История

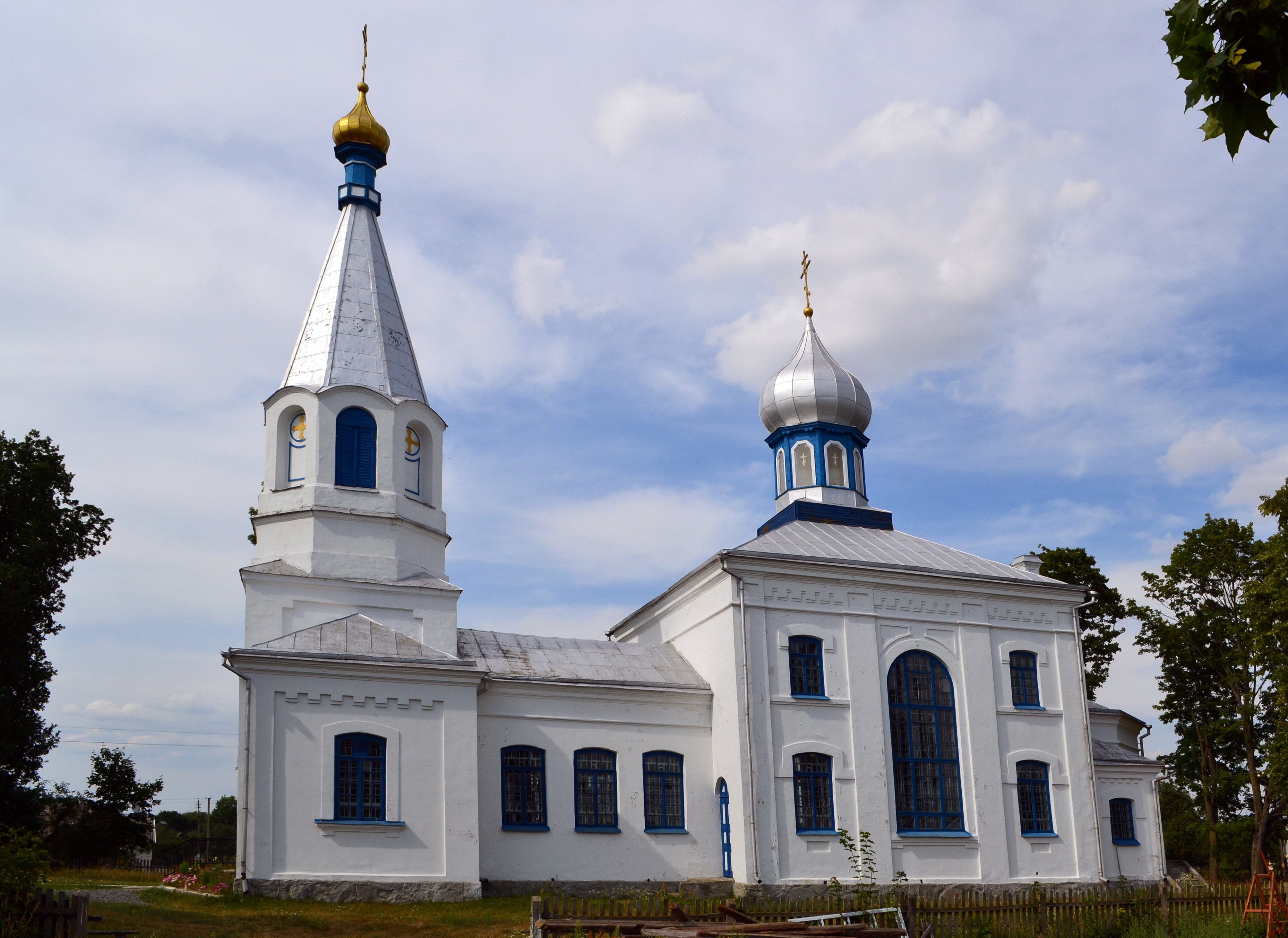
Боковой фасад

Первая церковь в селе Орачинцы появилась в 1600 году. Это был деревянный храм, который сменил новый, также деревянный, в 1654 году. Строительство велось на средства дворянина Симеона Григорьевича Оранского. К концу XIX века прихожанами храма являлись более трёх тысяч жителей восьми близлежащих населённых пунктов. 30 сентября 1879 года на средства прихожан произведён капитальный ремонт церкви и повторное освящение, однако к 1914 году он пришёл в негодность и был заменён.
Новая каменная церковь Воздвижения Святого Креста была построена в 1914 году на западной окраине села, старая церковь после этого была разобрана, а на её месте установлен памятный крест. Строительство велось на средства прихожан и в связи с военным временем и скудностью ресурсов к началу богослужений закончено не было. До того как из Варшавы был привезён основной иконостас, использовался временный. В 1928 году в Перемышле были отлиты новые колокола для церковной колокольни. Церковь действовала на протяжении всего времени существования, включая период советской власти.

### Настоятели
- Николай Станкевич (ок. 1928)

## Архитектура

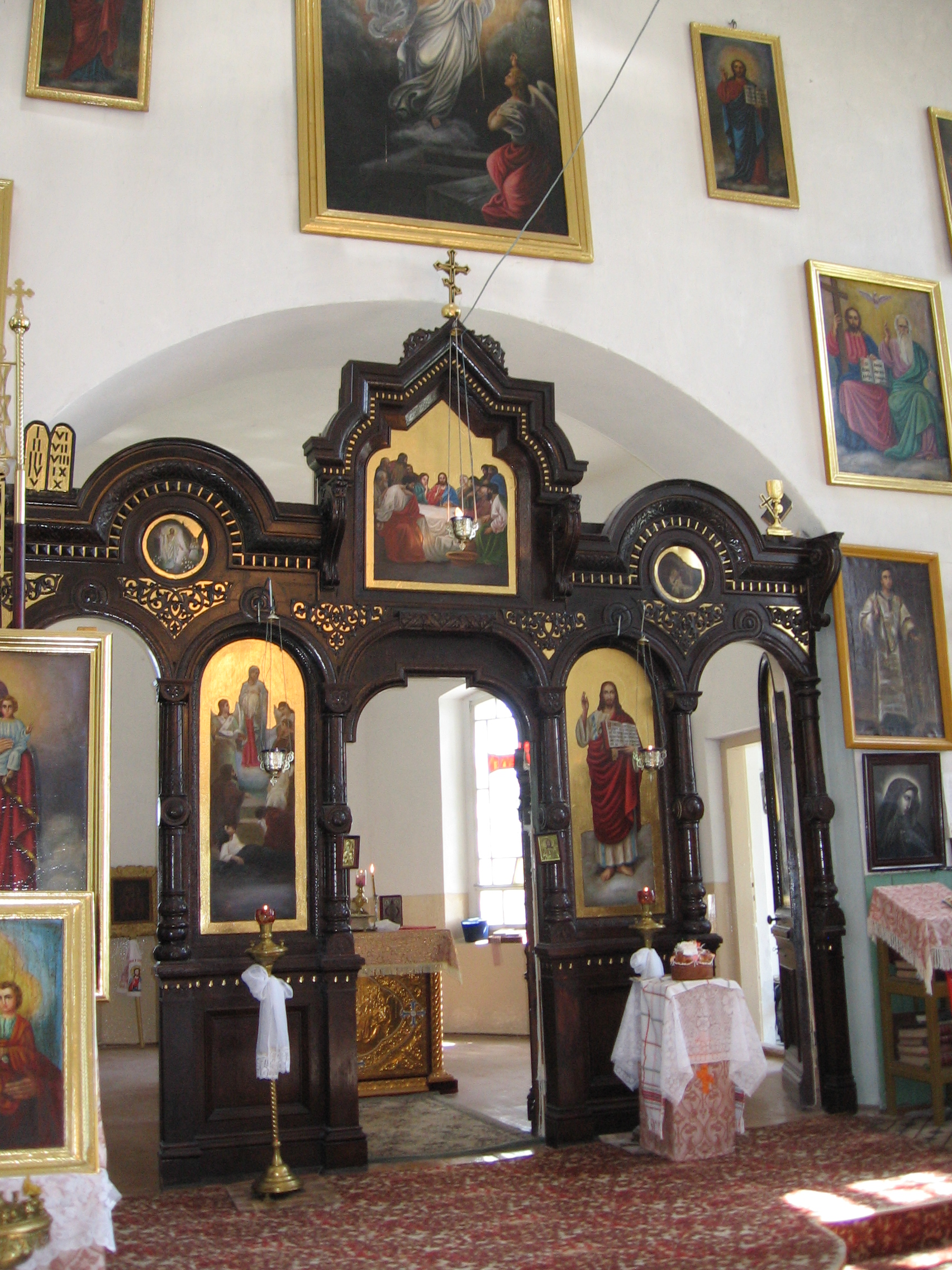
Царские врата

Церковь построена на западной окраине села Орачинцы. Памятник архитектуры русского стиля. Четырехчастную продольно-осевую композицию храма составляют трёхъярусная колокольня, прямоугольная в плане трапезная, кубический молитвенный зал, пятигранная апсида. Шатровая колокольня (два восьмерика на четверике) и четырёхскатная крыша основного объёма завершены луковичными головками на восьмигранных световых барабанах. В оформлении фасадов использованы зубчатые фризы, изысканные пилястры, угловые лопатки и кресты в круглых розетках. Оригинальный акцент получили боковые фасады основного объёма: большой арочный оконный проём, фланкированный двумя ярусами лучковых оконных проёмов.
Интерьер освещён световым барабаном на парусах. Пространство трапезной открыто в зал широким арочным просветом. Апсида выделена деревянным иконостасом. Наиболее ценные иконы: «Святой Николай», «Богоматерь Одигитрия» XVIII века.